# مالكوم تود
مالكوم تود (بالإنجليزية: Malcolm Todd)‏ كان مالكوم تود زميل جمعية خبراء الآثار (27 نوفمبر 1939- 6 يونيو 2013) عالم آثار إنجليزي. وُلد تود في دورهام بإنجلترا، وهو ابن عامل منجم، وتلقى تعليمه في الدراسات الكلاسيكية وعلم الآثار الكلاسيكي في كلية سانت ديفيد في لامبيتر وكلية براسينوس في أكسفورد. عمل بعد ذلك أستاذ مساعد وبروفيسور في جامعتي نوتنغهام وإكستر على الترتيب. خلال ذلك الوقت، أجرى تود عمليات تنقيب بارزة في مواقع تعود لبريطانيا الرومانية. أصبح فيما بعد مديرًا لكلية تريفليان في جامعة دورهام. تقاعد تود من دورهام في عام 2000، وكرس نفسه بعد ذلك للبحث والكتابة. كان مؤلفًا ومحررًا للعديد من الأعمال في علم آثار بريطانيا الرومانية والشعوب الجرمانية في عصر الهجرات.

## سيرته المهنية

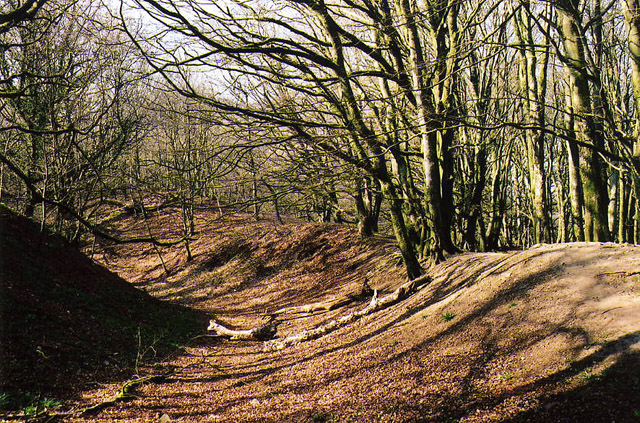
خندق وسور على الجانب الشرقي من تلال العصر الحديدي

### بداياته
خلال دراسته، اهتم تود اهتمامًا بالغًا بآثار مقاطعات الراين في الإمبراطورية الرومانية، ومن عام 1963 إلى عام 1965 عمل باحثًا مساعدًا في متحف راينلاند الحكومي في بون تحت يد هارالد فون بيتريكوفيتس. تزوج تود من مولي تانر في 2 سبتمبر 1964، وأنجب منها ابنةً وابنًا.

### جامعة نوتنغهام: 1965 - 1979
كان تود محاضرًا (1965 – 1974) ومحاضرًا أول (1974 – 1977) وأستاذًا مساعدًا (1977 – 1979) في علم الآثار في جامعة نوتنغهام. عُرف بأنه محاضر قدير ومُلهم. أثناء وجوده في نوتنغهام، أجرى تود أعمال تنقيب في أنكاستر ومارغيدنم ونيورك أون ترينت العائدة للعصور الوسطى. أصبح عضوًا شرفيًا في المعهد الأثري الألماني في عام 1977. كان تود أستاذًا زائرًا في جامعة نيويورك عام 1979.

### جامعة إكستر: 1979 – 1996
في عام 1979، عُيّن تود أستاذًا لعلم الآثار في جامعة إكستر. كان أول عالم آثار يُعين أستاذًا في إكستر منذ بدء تدريس هذا العلم فيها قبل بضع سنوات على يد أيلين فوكس. أثناء وجوده في إكستر، تخصص تود في علم آثار الإمبراطورية الرومانية وعصر الهجرات والحضرية في بدايات أوروبا، والعلاقات بين الإمبراطورية الرومانية و«البرابرة». أجرى أهم أعماله الميدانية في علم الآثار أثناء وجوده في إكستر. كشف تود عن احتلال روماني غير معروف سابقًا لحصون التلال من العصر الحديدي في همبري. حدد موقعين رومانيين في بوري بارتون، كان أحدهما حصنًا. أجرى تود أيضًا بحثًا عن التعدين الروماني للرصاص في تلال منديب. وجد دليلًا على استخراج خام الغالينا الروماني في تشارترهاوس أون منديب.
إلى جانب مهامه في إكستر، كان تود نشطًا في المجتمع الأكاديمي بنطاقه الأوسع. كان زميلًا زائرًا في كلية أول سولز التابعة لجامعة أكسفورد، في عام 1984. كان تود محررًا لدورية بريتانيا لمدة خمس سنوات، ثم أصبح رئيسًا لهيئة التحرير، التي تشرف أيضًا على نشر مجلة الدراسات الرومانية. شغل منصب نائب رئيس الجمعية الرومانية من عام 1985 حتى وفاته. كان تود عضوًا في اللجنة الملكية للآثار التاريخية بإنجلترا من 1986 حتى 1992، وفي مجلس مؤسسة التراث القومي من 1987 إلى 1991. كان زميلًا زائرًا في كلية براسينوس أكسفورد وزميل باحث أول في الأكاديمية البريطانية بين عامي 1990 و1991. كان تود عضوًا في مجلس أمناء مؤسسة الأبحاث الرومانية من 1994 إلى 1999. وكان زميلًا في جمعية الآثار في لندن.

### كلية تريفليان: 1996 – 2000
في عام 1996، عاد تود إلى مسقط رأسه ليصبح مدير كلية تريفليان التابعة لجامعة دورهام. شغل في الوقت نفسه منصبًا بدوام جزئي كُلف من خلاله بتوسيع قسم علم الآثار. خلال ذلك الوقت كان تود أيضًا مستشارًا أثريًا لكاتدرائية دورهام. تحت إشرافه، أُجريت تغييرات كبيرة على الهيكل الإداري لتريفليان، واستُحدثت عضويات زمالة ومنح دراسية ومكافآت جديدة، ورُممت مبانيها.